# Große Feuerkugel

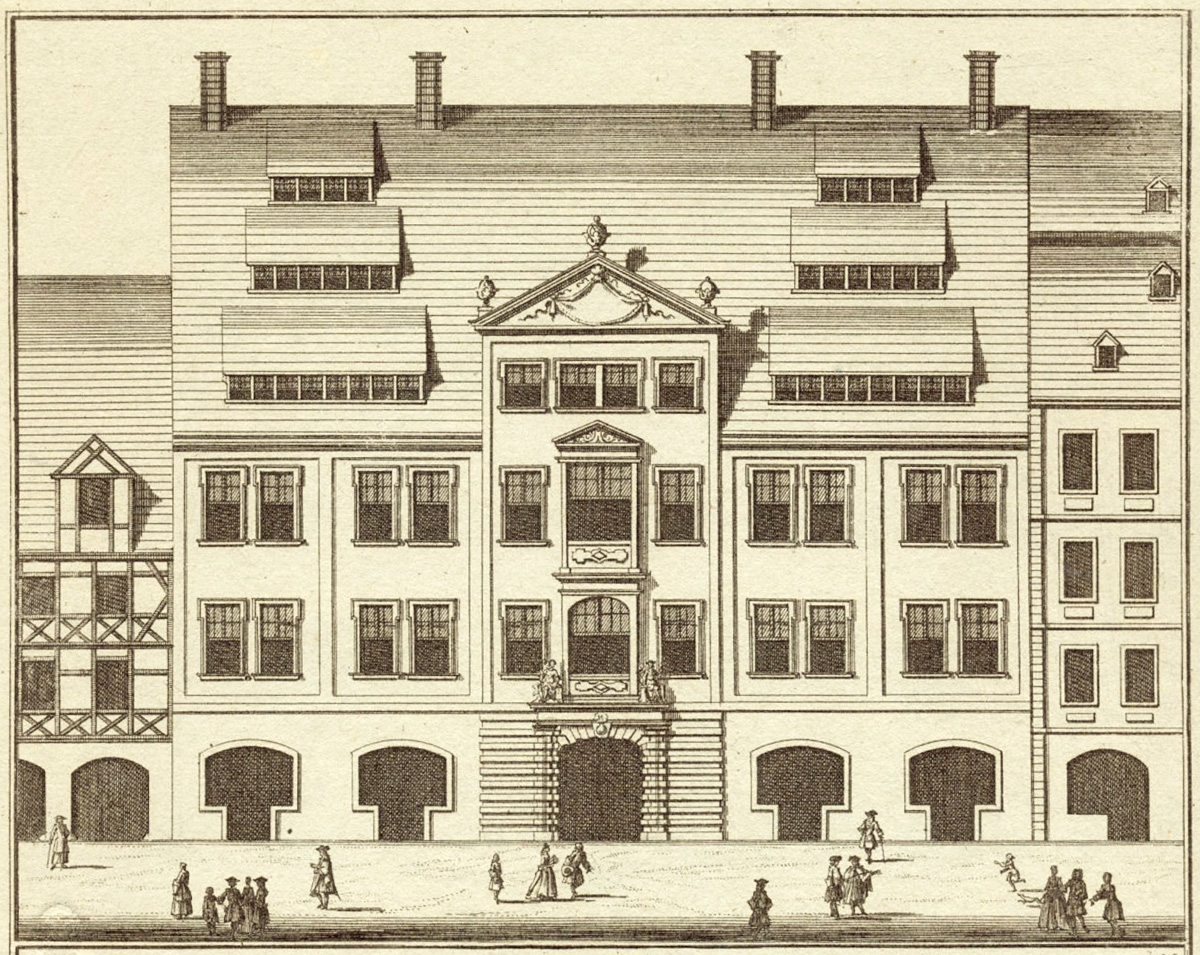
Die Feuerkugel 1722

Die Große Feuerkugel war ein historisches Wohn- und Geschäftshaus in Leipzig, das im Zweiten Weltkrieg zerstört wurde.

## Lage
Die Große Feuerkugel hatte die Adresse Neumarkt 3. Das Grundstück reichte aber über einen Innenhof bis zur Universitätsstraße. Das dortige Haus hatte die Nummer 8. Im Laufe der Geschichte gehörten auch Nachbargrundstücke dazu.

## Geschichte
Im 16. Jahrhundert war das Grundstück am Neumarkt (bis 1839 Neuer Neumarkt) mit zwei Häusern und an der Universitätsstraße (bis 1839 Alter Neumarkt) mit dreien bebaut. Im nördlichen der Neumarkthäuser war ein Gasthof „Zum güldenen Kreuz“. Das südliche wurde 1534 verkauft und die Häuser an der Universitätsstraße samt zugehörigem Grund zu Anfang des 17. Jahrhunderts ebenfalls.
Im Dreißigjährigen Krieg traf bei einer Beschießung Leipzigs durch die Schweden am 21. Oktober 1642 ein Brandgeschoss, eine Feuerkugel, den Gasthof, ohne aber größeren Schaden anzurichten. Haus und Gasthof hießen ab 1644 „Zur Feuerkugel“.
In den Jahren 1695–1697 baute der Besitzer der Feuerkugel, der Leipziger Ratsherr Johann Ernst Kregel (ab 1697 Kregel von Sternbach), das Haus von Grund neu auf. Das Barockgebäude hatte ein Erd-, zwei Obergeschosse und drei Dachgeschosse und war elf Fensterachsen breit. Zwischen 1700 und 1713 kaufte er die drei Häuser in der Universitätsstraße zurück und verband sie bei einem Neubau 1711 mit dem Haus Feuerkugel. Er schuf auch einen Hofdurchgang zwischen den beiden Straßen. 1753 kaufte Christian Gottfried Winckler, der nunmehrige Besitzer der Feuerkugel, das benachbarte Wohnhaus wieder zurück.
1755–1757 bereitete sich Gotthold Ephraim Lessing in der Feuerkugel auf eine Bildungsreise mit dem Sohn des Hausbesitzers vor. Hier logierte 1757/58 auch der preußische Offizier und Dichter Ewald Christian von Kleist, der sich hier mit Lessing anfreundete. In einem Hofgebäude der Feuerkugel wohnte von 1765 bis 1768 in seiner Leipziger Studentenzeit Johann Wolfgang von Goethe. Am 7. Februar 1776 wurde im Gasthof Feuerkugel die Freimaurer-Loge Balduin gegründet, und von 1794 bis 1812 wohnte auch der Kupferstecher Johann Friedrich Bause im Haus.
1788 wurden die beiden Häuser am Neumarkt wieder einzeln verkauft. Zur Unterscheidung der beiden tauchten nun die Namen „Große Feuerkugel“ (für die Nr. 3) und „Kleine Feuerkugel“ (für die Nr. 5) auf.
Im 19. Jahrhundert wurden an der Großen Feuerkugel – mit einem dritten und vierten Geschoss – zwei Obergeschosse aufgesetzt. Um 1860 befand sich in der zweiten Etage das Büro der Allgemeinen deutschen Creditanstalt.  Zu Beginn des 20. Jahrhunderts wurde das Gebäude als Messehaus genutzt.
Das Haus, in dem bis zuletzt auch eine Gaststätte in Betrieb war,  wurde beim Bombenangriff vom 4. Dezember 1943 zerstört. Nach der Beseitigung der Ruinen blieb das Grundstück über 50 Jahre unbebaut. Als in den Jahren 2000/2001 auf den Grundstücken Neumarkt 1–7 das Warenhaus „Galeria Kaufhof“ errichtet wurde, gehörte das der Großen Feuerkugel dazu. An der Galeria Kaufhof erinnert eine Tafel an die ehemaligen berühmten Bewohner.

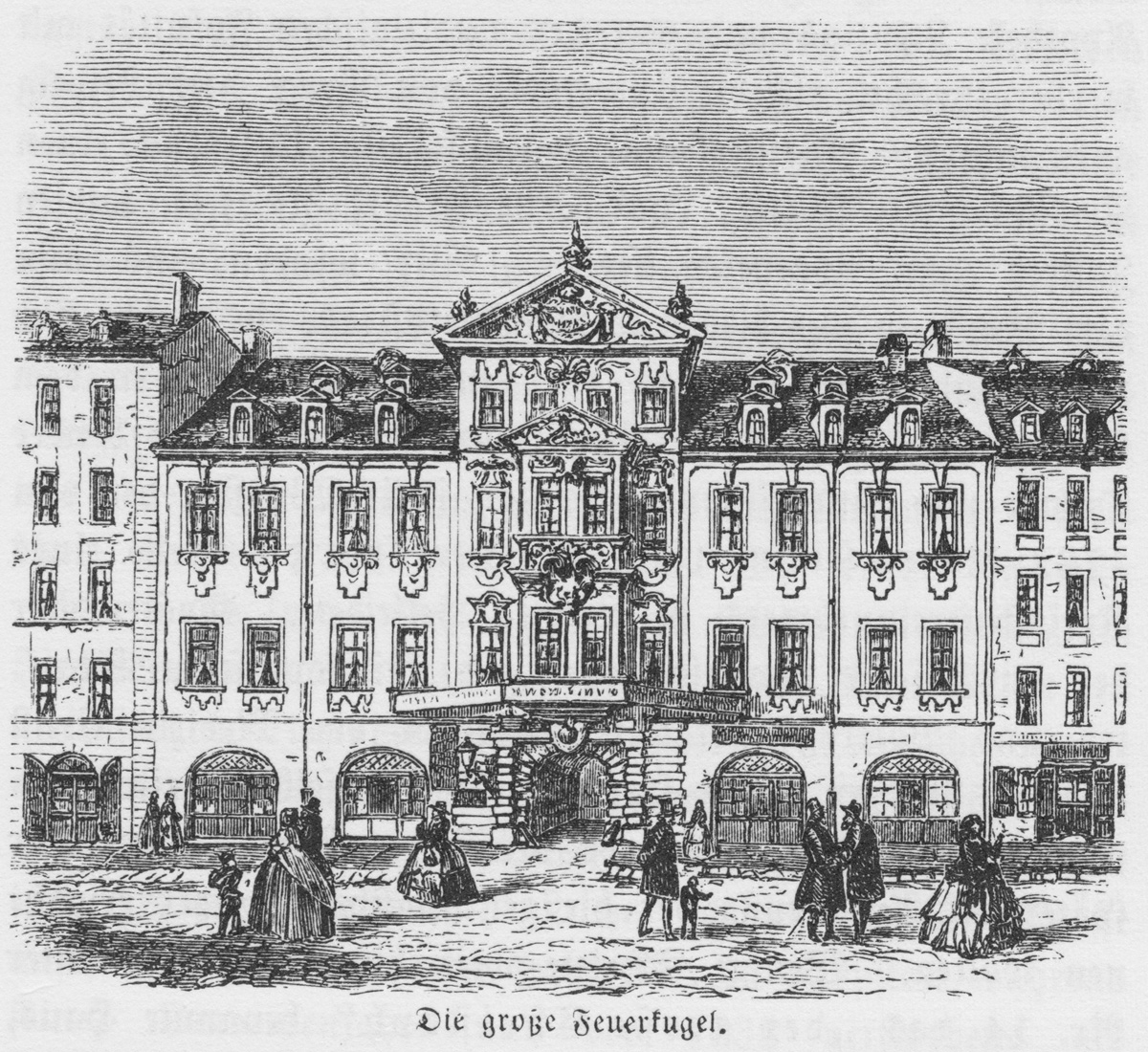
Die Große Feuerkugel um 1860
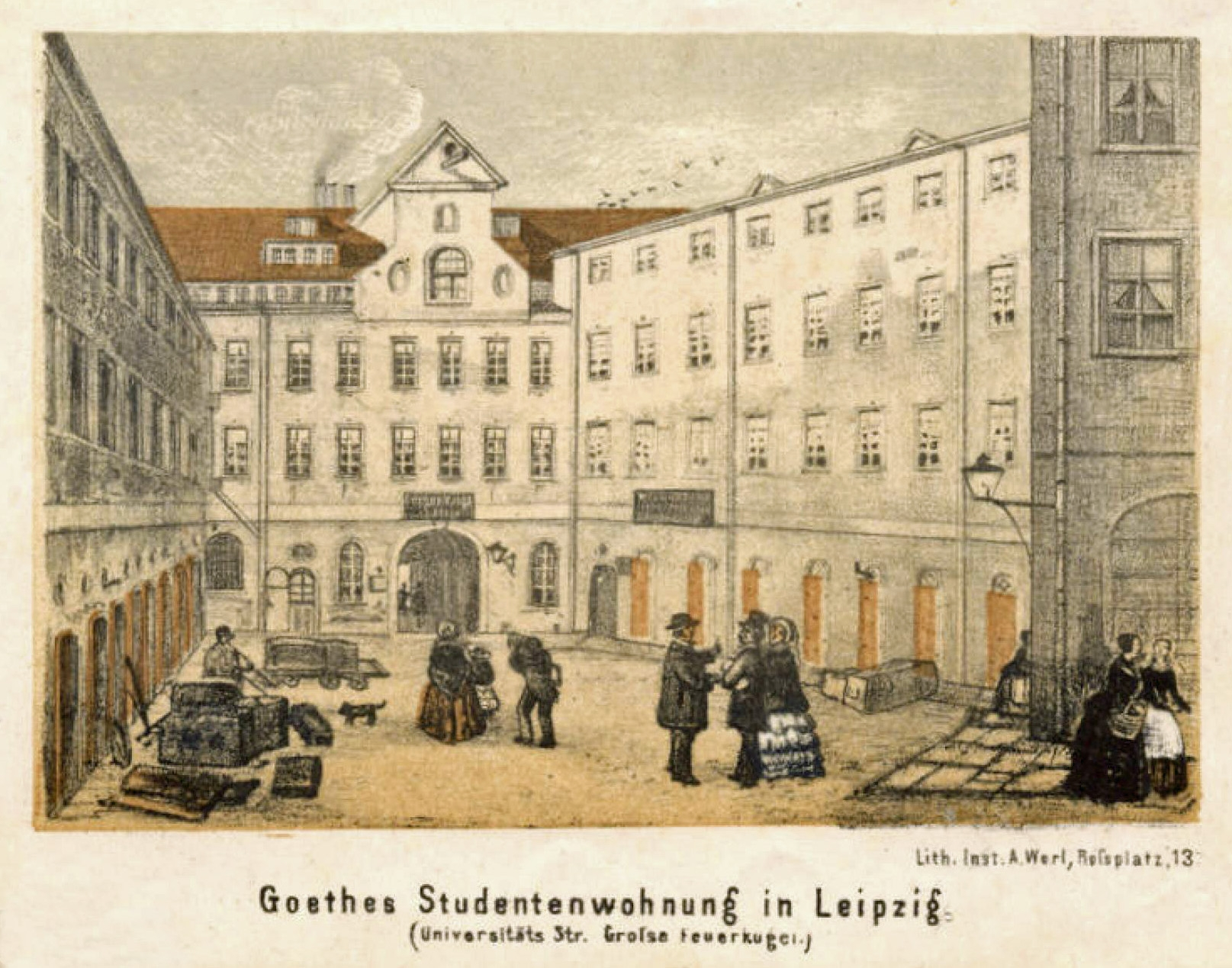
Goethes Studentenwohnung – Hof der Großen Feuerkugel
Der Hof der Großen Feuerkugel um 1900
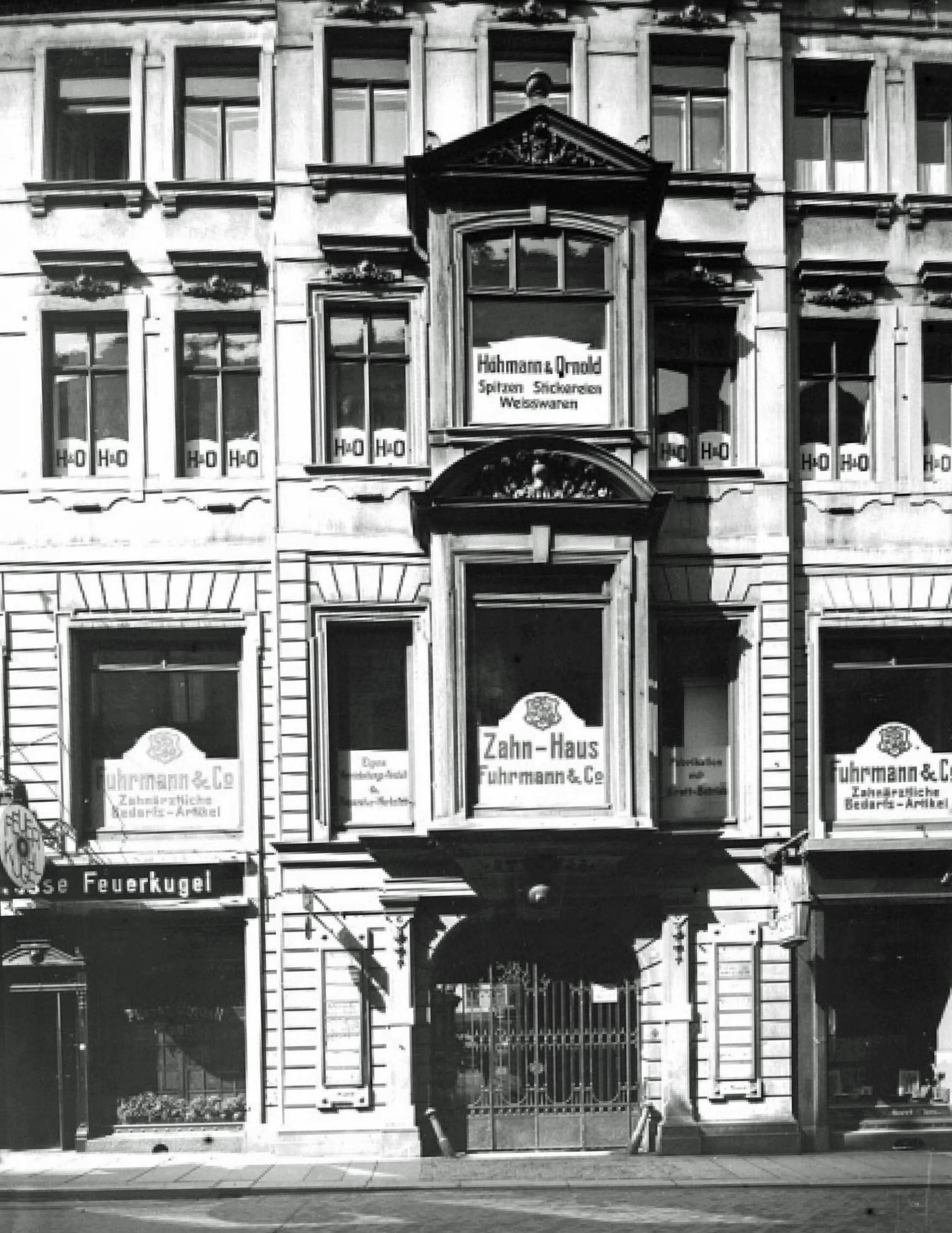
Die Front der Großen Feuerkugel zur Universitätsstraße um 1910
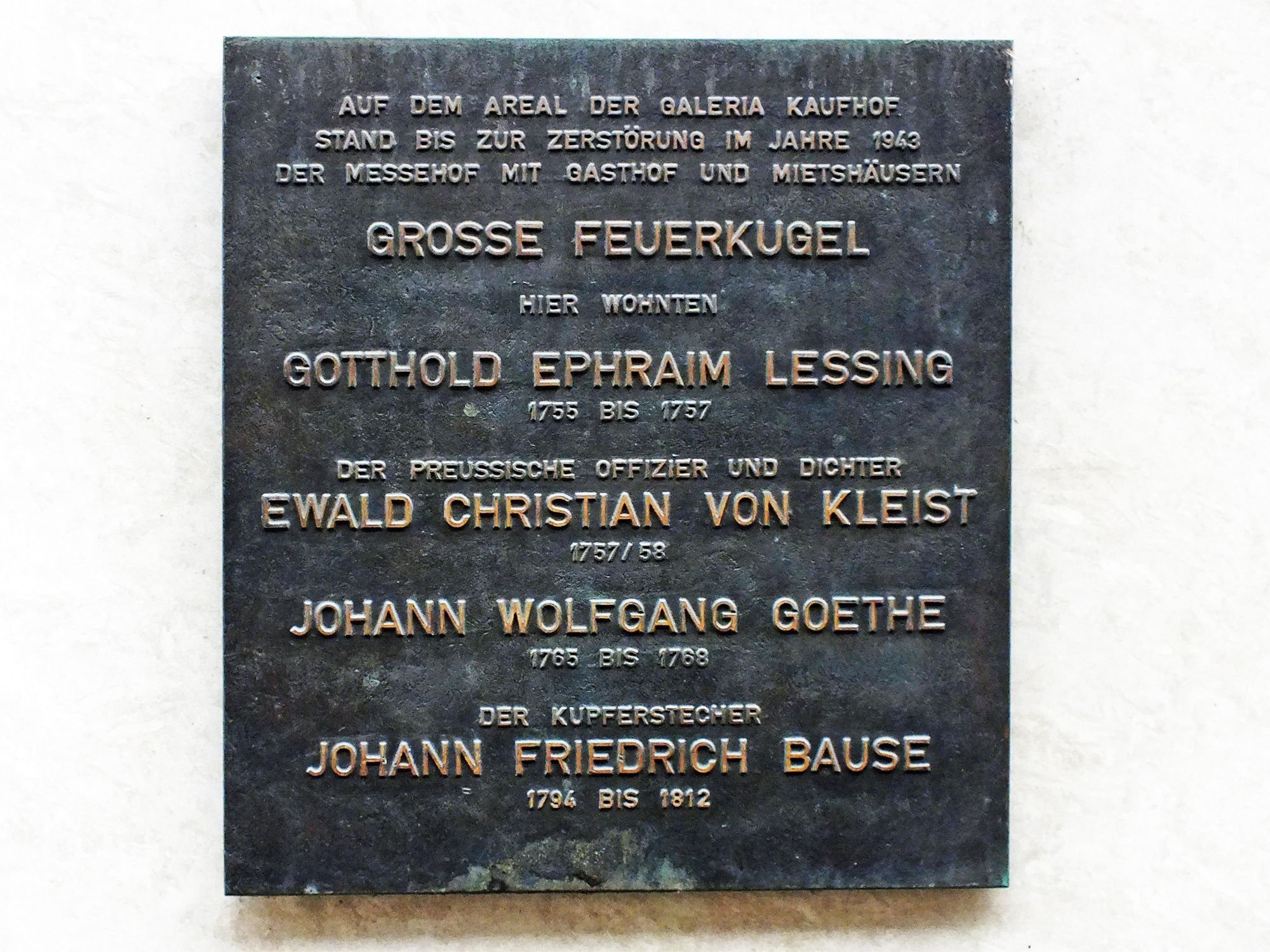
Erinnerungstafel an der Galeria Kaufhof